# Esconjuradero de Almazorre

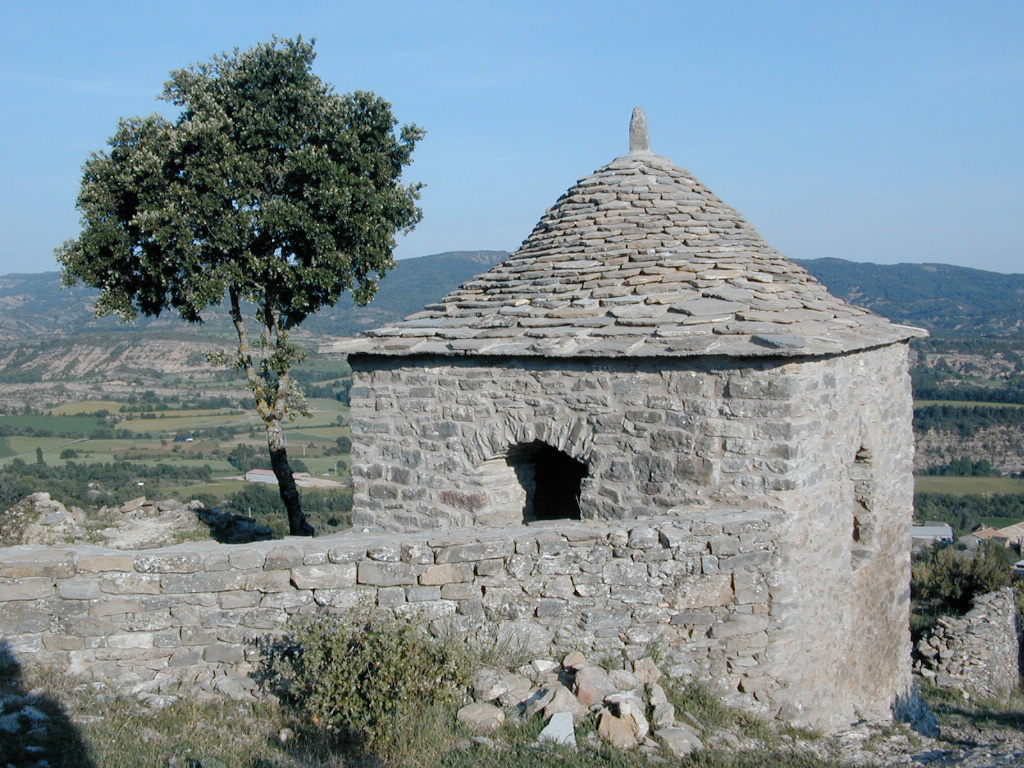
Esconjuradero de Almazorre, Huesca.

Está situado en la localidad aragonesa de Almazorre, perteneciente al municipio de Bárcabo, en la comarca oscense de Sobrarbe. Almazorre dista 29 kilómetros de Aínsa (A-2205) y a 46 de la ciudad de Barbastro (A-1232 y A-2205).
Posee un rico patrimonio natural y cultural al estar inmersa dentro del Parque Cultural del río Vero y del parque natural de la Sierra y Cañones de Guara.
El esconjuradero se erige en el barrio alto, junto a la iglesia parroquial. 
Junto con la Iglesia de San Esteban y la abadía, está declarado Bien de Interés Cultural (BIC).

## Historia
Los esconjuraderos son un elemento característico de la cultura y tradiciones pirenaicas. La sociedad montañesa atendía los aspectos de la climatología con la misma superstición y prácticas que en otros aspectos de la vida cotidiana. Estos configuraban un espacio importante desde el cual el sacerdote y la población invocaba para desviar o deshacer las tormentas o tronadas que pudiesen malograr los campos y cosechas. Es por ello que éstas edificaciones se localicen en puntos donde existe una amplia panorámica del horizonte.
Algunos investigadores datan genéricamente los esconjuraderos de Sobrarbe entre los siglos XVI y XVIII, datando el esconjuradero de Almazorre del siglo XVII. En 1867 fue objeto de una reparación y recientemente ha sido restaurado por la Diputación General de Aragón.
La tradición oral local cuenta que, hasta bien entrado el siglo XX, siempre que se anunciaba tormenta con pedrisco, Miguel Trallero, el último sacristán de Almazorre, corría al esconjuradero para encender un cirio bendecido por Pascua. El tamaño del cirio dependía de la negrura del cielo y de la fuerza del viento.

## Descripción
Se trata de un edificio de escasas dimensiones (2 metros de lado aprox.) situado en uno de los extremos de la abadía. Está hecho con sillarejo, bóveda esquilfada y loseta plana para la techumbre. Posee una entrada en arco de medio punto con tres aberturas, también con arcos de medio punto, en cada uno de los lados restantes.